# Idgah

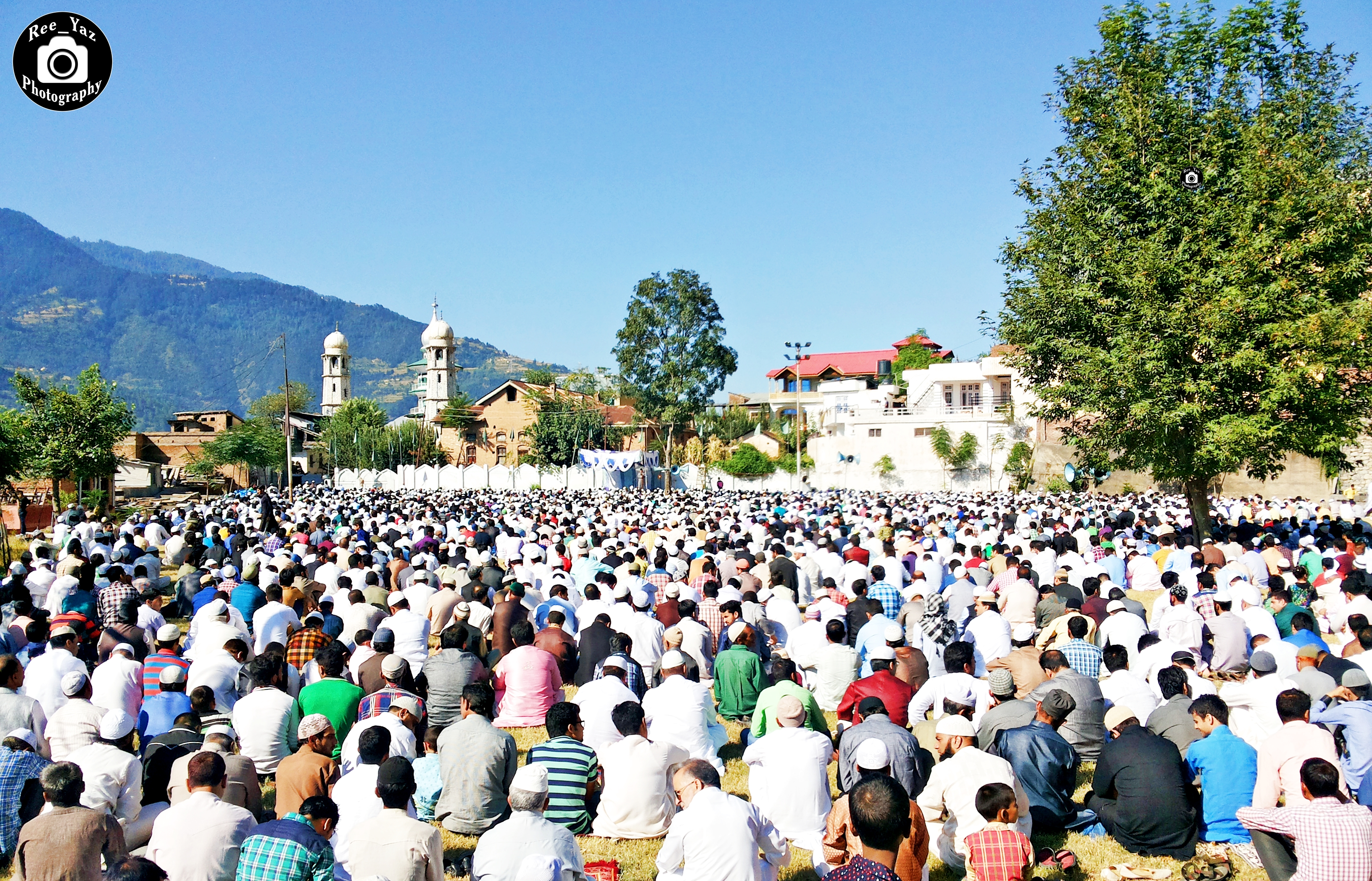
En idgah.

Idgah (persiska: عیدگاه), eller eidgah, är ett öppet fält, vanligen i utkanten av en stad, där man förrättar bön under högtider, id, såsom id al-fitr och id al-adha. Detta utövades av profeten Muhammed. Därför är det muslimsk tradition, sunna, att förrätta id-bön i idgah. Den allra första idgah byggdes i utkanten av Medina.